# فرزندان ناتنی زمین
فرزندان ناتنی زمین نام کتابی علمی-تخیلی است به قلم رابرت سیلوربرگ که در سال ۱۹۵۸ میلادی به رشتهٔ تحریر در آمده‌است.این کتاب که به نام سایه‌ای بر روی ستارگان (Shadow on the Stars) هم شناخته می‌شود یکی از معدود آثار سیلوربرگ است که در دوران طلایی چاپ و نشر کتاب در ایران ترجمه شده‌است.
البته این عنوان دوم در چاپ‌های جدید افزوده شده و در واقع نام داستان کوتاهی است که نوول از آن الهام گرفته‌است.

## داستان
پانصد سال است که مهاجرنشین دورافتادهٔ کوروین (کوروین. اپسیلون اورسا ماژور. که شانزده پارسک با زمین فاصله دارد.) در انزوا از سیارهٔ مادر رها شده‌است. اما خطر مهاجمان کلودنی آنها را مجبور می‌کند تا با ارسال یک سفینه و یک مرد در سفری یک‌ساله از زمین تقاضای کمک کنند.
بیرد ایوینگ به عنوان سفیر کبیر کوروین به زمین فرستاده می‌شود تا در مقابل خطر هورد جنگجوی کلودنی کمک آنها را طلب کند. اما در زمین دوران قدرت و شوکت و جرأت اکتشاف‌کنندگان فضا گذشته‌است. زمینی‌های باقی مانده یک مشت خوشگذران هستند و زمین به شدت تحت نفوذ و انقیاد سیروس چهارم (شعرای یمانی) قرار دارد.
تا رسیدن فوج کلودنی به کوروین ۵ سال مانده و ایوینگ باید چاره‌ای بیندیشد.

## درون‌مایهٔ داستان
داستان حول مسئله پارادوکس ناشی از سفر در زمان می‌گردد و قهرمان داستان از یک سو باید با تناقضات ناشی از این مسئله مبارزه کند و از سوی دیگر با مأموران شکاک سیروس چهارم.